# Guerrilla marketing
Il guerrilla marketing (termine inglese/spagnolo usato anche in italiano) o guerriglia marketing è una forma di pubblicità non convenzionale.
Il termine nasce nel 1984 dal pubblicitario statunitense Jay Conrad Levinson.
Uno dei primi esempi di guerrilla marketing è stata la leggenda metropolitana messa in rete, e da lì lanciata dagli altri media, in cui si parlava di quattro cineasti scomparsi in una foresta del Maryland nel 1994, di cui sarebbero state ritrovate le riprese a distanza di anni; un sito web trattava del caso, e dopo poco uscì nei cinema il film The Blair Witch Project.

## Caratteristiche
Nel suo libro, Levinson identifica alcuni principi che rappresentano le linee guida di questa tipologia di marketing:
- Il guerriglia marketing è uno strumento adatto agli imprenditori che non dispongono di grandi budget (stanziamento pubblicitario limitato)
- L'investimento nel guerriglia marketing si basa sul tempo, l'energia e l'immaginazione anziché sul denaro
- Il metodo per misurare gli affari realizzati attraverso il guerriglia marketing è in termini di profitto anziché di vendite
- Inoltre, il metro di giudizio è determinato dal numero di nuove relazioni instaurate ogni mese
- È necessario creare uno standard di eccellenza realizzato attraverso focus specifici, anziché diversificare l'offerta con diversi prodotti e servizi
- È necessario puntare a incrementare il numero di accordi commerciali con acquirenti esistenti, anziché concentrarsi sull'acquisizione di nuovi acquirenti
- Dimenticare la competizione e concentrarsi sul modo di cooperare con altre tipologie di affari
- Il guerriglia marketing deve essere sempre una combinazione di diversi metodi di marketing
- Utilizzare le tecnologie esistenti come strumento per rafforzare il proprio marketing

## Strategia
La strategia di promozione del guerrilla marketing fu identificata per la prima volta da Jay Conrad Levinson nel suo libro Guerrilla Marketing (1984). Il libro descrive centinaia di "armi di guerriglia marketing" in uso all'epoca. Coloro che lo vogliono applicare devono essere creativi nell'elaborare metodi di promozione non convenzionali per mantenere l'interesse del pubblico per un prodotto o servizio. Levinson scrive che quando si implementano tattiche di guerrilla marketing, le organizzazioni e gli imprenditori più piccoli sono effettivamente avvantaggiati. Alla fine, tuttavia, i guerrilla marketer devono "consegnare la merce". In The Guerrilla Marketing Handbook, scrivono gli autori: "... per vendere un prodotto o un servizio, un'azienda deve stabilire una relazione con il cliente. Deve creare fiducia e supportare le esigenze del cliente e deve fornire un prodotto che offra i vantaggi promessi...".

## Tipi

### Ambush marketing
Una forma di marketing associativo, utilizzato da un'organizzazione per capitalizzare la consapevolezza, l'attenzione, la buona volontà e altri vantaggi, generati dall'associazione con un evento o una proprietà, senza che l'organizzazione abbia un collegamento ufficiale o diretto con quell'evento o proprietà.
Di solito è visto in occasione di grandi eventi in cui i rivali degli sponsor ufficiali tentano di costruire un'associazione con l'evento e aumentare la consapevolezza per i loro marchi, a volte di nascosto. Ad esempio, Nike durante le Olimpiadi di Londra del 2012 ha creato degli spot "trova la tua grandezza'' in cui presentavano atleti provenienti da diverse località chiamate Londra (ma senza mostrare la vera Londra o fare riferimento ai giochi olimpici) che avevano lo scopo di costruire una forte associazione tra le Olimpiadi di Londra e Nike.

### Stealth marketing
Lo stealth marketing è un atto deliberato di entrare, operare o uscire da un mercato in modo furtivo, segreto o impercettibile, o un tentativo di farlo. L'impresa può comunicare il proprio messaggio in modo discreto e sottile, senza rivelare apertamente di essere l'autore della comunicazione. Questo può essere fatto attraverso l'anonimato, l'utilizzo di attori pagati o fingendo che il messaggio sia stato trasmesso per errore.

### Marketing virale o "buzz" marketing
Il marketing virale descrive qualsiasi strategia che incoraggia le persone a trasmettere un messaggio di marketing ad altri, creando il potenziale per una crescita esponenziale dell'esposizione e dell'influenza del messaggio. Come i virus, tali strategie sfruttano la rapida moltiplicazione per far esplodere il messaggio.
Allo stesso modo, il buzz marketing utilizza media di alto profilo per incoraggiare il pubblico a discutere del marchio o del prodotto. Il buzz marketing funziona meglio quando le risposte del consumatore a un prodotto o servizio e le successive approvazioni sono autentiche, senza che l'azienda le paghi. Il buzz generato dalle campagne di buzz marketing è indicato come "WOM amplificato" (passaparola) e "WOM organico" è quando il buzz si manifesta naturalmente dal consumatore.

### Grassroots marketing
Le campagne di Grassroots marketing mirano a conquistare i clienti su base individuale. Una campagna di successo dal basso non riguarda la diffusione del messaggio di marketing nella speranza che i potenziali consumatori prestino attenzione, ma piuttosto evidenzia una connessione personale tra il consumatore e il marchio e costruisce una relazione duratura con il marchio.

### Astroturfing
L'astroturfing è tra le strategie di guerrilla marketing più controverse e presenta un alto fattore di rischio per l'azienda che commercializza il prodotto o servizio.  La parola astroturf deriva dal "tappeto erboso" artificiale, spesso utilizzato negli stadi o nei campi da tennis, noto anche come erba artificiale. Quindi false conferme, testimonianze e raccomandazioni sono tutti prodotti di Astroturfing nel settore delle pubbliche relazioni. L'astroturfing implica la generazione di un clamore artificiale attorno a un particolare prodotto o azienda attraverso una recensione o una discussione su blog o forum online da parte di una persona pagata per trasmettere una visione positiva. Ciò può avere un effetto negativo e dannoso su un'azienda, qualora il consumatore sospetti che la recensione o l'opinione non sia autentica, danneggiando la reputazione dell'azienda o, peggio ancora, risultando in contenzioso.

## Procedura tipica
In primo luogo, le imprese identificano i luoghi pubblici in cui la campagna può essere sviluppata come spiagge, eventi culturali, vicino a scuole, eventi sportivi e aree ricreative per bambini.  Successivamente, le aziende devono sviluppare un piano per avvicinarsi a diversi media e al mercato di destinazione.  Al fine di attirare l'attenzione, gli eventi di street marketing non solo coinvolgono attività insolite, ma utilizzano la tecnologia come parte degli eventi. Lo scopo è aumentare il valore delle campagne e ottenere l'attenzione dei potenziali consumatori.
Inoltre, i piani che le aziende sviluppano tengono conto del fatto che la guerriglia o lo street marketing coinvolge la comunicazione e l'interazione globale non solo con i clienti o con i media. Sono inoltre sviluppati per identificare opportunità e raccogliere informazioni sufficienti su prodotti, mercati e concorrenti. Ad esempio, per le imprese è importante che i clienti rimangano con loro, invece di scegliere le offerte della concorrenza.
Ci sono vari esempi di strategie utilizzate nel guerrilla marketing. Uno di questi è fornire offerte per aumentare le vendite. In molti casi, le aziende non solo forniscono i loro prodotti o servizi per essere riconosciute, ma offrono anche altre cose gratuitamente. Un altro esempio è presentare un'offerta per una raccolta fondi. Lo scopo di questa strategia è aiutare altre organizzazioni, come le scuole, offrendo loro denaro. La maggior parte delle aziende implementa questo metodo non solo per aumentare le vendite, ma anche per migliorare la propria reputazione e immagine nella comunità. Infine, esiste una strategia chiamata "team selling" che consiste nel conformare gruppi di persone, la maggior parte giovani, che bussano alle porte di diverse case di un quartiere.
Quando si fa guerrilla marketing o street marketing, le organizzazioni considerano anche di concentrarsi sull'approccio psicologico. Per molte aziende, questo implica se stanno avendo successo o meno. Lo street marketing si concentra su alcuni aspetti psicologici per conoscere il comportamento e le preferenze dei clienti. Ad esempio, alcune aree psicologiche studiano come è suddiviso il cervello delle persone: il 45% delle persone ha il cervello sinistro, il 45% ha il cervello destro e il 10% è equilibrato. Le persone con il cervello sinistro tendono ad essere logiche, quelle con il cervello destro tendono ad essere emotive e il resto è una combinazione dei due. Quindi, in base al prodotto o servizio fornito dalle imprese, e anche al tipo di cliente, le aziende decidono il modo in cui gestiranno le loro campagne di marketing di strada. Oltretutto, quasi tutte le imprese basano le proprie campagne di street marketing sulla ripetizione dei messaggi che diffondono ai propri clienti. La ripetizione è correlata alla parte inconscia della mente. Questo è il responsabile delle decisioni. Permette alle persone di sapere cosa sceglieranno e cosa acquisteranno. Le aziende seguono il principio che stabilisce che, più persone prestano attenzione alla campagna, maggiori sono le possibilità che la campagna abbia di essere ricordata.
Quando un'azienda decide di fare una campagna di guerrilla marketing che potrebbe essere qualsiasi cosa senza virale, ambient, agguato, strada o furtività, l'obiettivo per loro è raggiungere gli obiettivi. Gli obiettivi principali per loro sono:
- Per creare abbastanza buzz da servire con il passaparola, aiutando il marchio a stabilirsi bene con i suoi prodotti.
- Toccare la maggior parte delle cinque identità sensoriali del cliente / consumatore migliorando l'esperienza personale con il marchio e costruendo una buona reputazione.
- Raggiungere il target con successo portando il brand da loro nella loro routine quotidiana.

Attraverso l'esperienza e le sensazioni effimere condivise tra l'azienda e il target, gli inserzionisti e le agenzie generano una sensazione di intimità che risuona al di là dell'incontro. Questa sensazione di vicinanza diventa tanto più duratura man mano che le persone colpite rivivono questo incontro su Internet attraverso i social media.

## Guerrilla marketing online
Il web ha molti esempi di guerrilla marketing, al punto che molti non se ne accorgono fino a quando non si presenta una campagna di particolare successo. Il desiderio di gratificazione immediata degli utenti di Internet fornisce una via per il guerrilla marketing consentendo alle aziende di combinare il marketing di attesa con tattiche di guerriglia. Semplici esempi consistono nell'usare pagine di "caricamento" o testi alternativi di immagini per visualizzare un messaggio divertente o informativo agli utenti in attesa di accedere al contenuto a cui stavano cercando di accedere. Poiché agli utenti non piace aspettare senza occupazione sul Web, è essenziale e facile catturare la loro attenzione in questo modo. Altri metodi del sito web includono interessanti funzionalità web come pagine di destinazione accattivanti.
Molte strategie di marketing online utilizzano anche social media come Facebook e LinkedIn per avviare campagne, funzionalità condivisibili ed eventi che ospitano eventi. Altre società organizzano concorsi o sconti basati sull'incoraggiamento degli utenti a condividere o creare contenuti correlati al loro prodotto. I video virali sono una forma incredibilmente popolare di guerrilla marketing in cui le aziende filmano video divertenti o sorprendenti che gli utenti di Internet probabilmente condivideranno e apprezzeranno, che pubblicizzano in modo sottile il loro servizio o prodotto. Alcune aziende come Google creano persino elementi interattivi come i giochi con il logo di Google a tema per suscitare interesse e coinvolgimento. Queste dinamiche tattiche di guerrilla marketing possono diventare notizie a livello globale e dare alle aziende una notevole pubblicità.

## Esempi
Ci sono varie organizzazioni che hanno implementato le strategie di guerriglia e marketing di strada. La maggior parte di loro sono piccole aziende, ma ci sono anche grandi aziende coinvolte nell'ambiente della guerriglia e del marketing di strada.  La maggior parte degli esempi delle strategie che le piccole e le grandi imprese hanno messo in atto includono persone in costume, distribuzione di biglietti, persone che forniscono campioni, tra gli altri. Come affermato in precedenza, un metodo convenzionale di guerrilla marketing utilizzato da molte aziende è fornire volantini. L'obiettivo è creare consapevolezza nei clienti su ciò che sta facendo l'azienda. Un esempio di ciò è avvenuto a Montpelier, nel Vermont, dove si trovava il New England Culinary Institute (NECI) ha inviato un gruppo di studenti in un cinema per distribuire 400 volantini. Quei volantini avevano buoni in cui NECI invitava le persone a partecipare alle sue cene a tema mensili. Un'altra compagnia, il Kung-Fu Tai Chi Club di Boston, ha scelto l'opzione di diffondere volantini invece di pubblicare i propri annunci sui giornali. Lo scopo dei volantini era di promuovere i corsi di autodifesa per le donne dell'azienda.
Altre aziende applicano la tecnica di inviare persone mascherate per promuovere le cose per le strade. Ad esempio, match.com ha organizzato un'attività di street marketing nella “Feria del Libro” (“Fiera del Libro”) a Madrid. Consisteva in un uomo vestito come un principe che camminava tra la folla alla ricerca del suo "vero amore". Aveva una scarpetta di vetro e ha anche potuto provare la scarpa su alcune persone. Una donna dietro di lui dava segnalibri alle persone che contenevano messaggi come “I tempi sono cambiati; anche il modo per trovare l'amore ”oppure“ Hai letto storie d'amore per tutta la vita; prova il tuo su Match.com ”. Inoltre, a Madrid e Barcellona, Nokia ha sviluppato una campagna chiamata "Avestruz" ("Struzzo") per promuovere i cellulari 5500 e 5700. Nella campagna, un gruppo di pupazzi di struzzo a grandezza naturale ha cercato di interagire con i giovani per far loro sapere che questi cellulari forniscono una riproduzione MP3 di alta qualità. I burattini avevano in mano i loro telefoni e ascoltavano la musica. Quando è apparso un giovane, il burattino ha cercato di attirare la sua attenzione per mostrargli la qualità del cellulare. Il motivo per cui Nokia ha deciso di utilizzare gli struzzi è che sono animali di grandi dimensioni, quindi le persone potrebbero facilmente guardarli.
Ci sono imprese che diffondono pass o biglietti per diversi eventi. Ad esempio, Sony investe nell'adesione ai promotori e dice loro che devono infiltrarsi in riunioni pubbliche. Quello che devono fare è distribuire biglietti gratuiti per concerti e altri eventi musicali sponsorizzati dalla compagnia. Un altro esempio è la compagnia spagnola Clickair (un'estensione delle compagnie aeree Iberia), che ha sviluppato una campagna in cui un gruppo di cinque persone doveva camminare per le strade di Barcellona vestito da euro. Il gruppo ha fornito circa 3.000 biglietti per promuovere diverse destinazioni Clickair. Le persone che hanno inviato per prime un messaggio di testo con le informazioni richieste otterrebbero biglietti gratuiti per fare un viaggio. Alla fine, l'azienda ha ricevuto un totale di 3.390 messaggi. Insieme a questi esempi, ci sono altre tecniche di street marketing ancora più insolite. Lee Jeans, azienda francese dedita alla vendita di jeans, ha promosso l'apertura del suo nuovo negozio in rue des Rosiers a Parigi. Il metodo applicato consisteva nel distribuire jeans, oltre che accessori in denim, nelle diverse strade del quartiere. Inoltre, in Italia, i membri dell'azienda Nintendo hanno messo in atto una campagna in cui hanno utilizzato i post-it per promuovere la console Wii. Hanno incollato diversi post-it con le forme di alcuni personaggi di diversi videogiochi. Quelle immagini sono state collocate come se fossero cartelloni per le strade. "Wii not forget", il nome della campagna, e una breve spiegazione, erano le parole scritte sui post-it. In alcuni casi, il marketing di strada può provocare l'ira delle autorità locali; Per il costo di una piccola multa emessa dalla città, la compagnia ha ricevuto pubblicità in prima pagina sullo Houston Chronicle.
Sony Ericsson ha utilizzato una campagna sotto copertura nel 2002 quando ha assunto 60 attori in dieci grandi città e li ha fatti avvicinare a sconosciuti chiedendo loro: "Ti dispiacerebbe farmi una foto?" L'attore ha quindi consegnato all'obiettivo un nuovo telefono con foto mentre parlava di quanto fosse bello il nuovo dispositivo. "E così un atto di civiltà è stato trasformato in un evento di branding.
Il guerrilla marketing non è solo esclusivo delle piccole imprese. Per le grandi aziende è una strategia ad alto rischio e ad alto rendimento. Quando ha successo, può acquisire ancora più quote di mercato, ma se fallisce può danneggiare l'immagine del marchio dell'azienda. Una campagna di guerrilla marketing di successo è la "macchina della felicità" della Coca-Cola. Nel gennaio 2010, Coca-Cola, con l'aiuto di Definition 6, ha filmato un video di reazione di un distributore automatico di Coca-Cola che distribuisce "dosi" di felicità a studenti ignari della St. John's University. Un distributore automatico apparentemente normale ha sorpreso gli studenti distribuendo articoli che erano più di quanto si aspettassero. Gli studenti hanno ricevuto prelibatezze che vanno da coca cola extra, pizza, fiori, fino a un sottomarino eroe di dodici piedi. "L'obiettivo della Coca-Cola di ispirare i consumatori attraverso piccoli momenti di felicità a sorpresa" ha affermato Paul Iannacchino Jr., Direttore Creativo, Definition 6. Con un budget di soli $ 60.000, il video ha generato 500.000 visualizzazioni nella prima settimana. Ad oggi ha oltre 7 milioni di visualizzazioni. La Coca-Cola “Happiness Machine” ha ricevuto anche il prestigioso Gold Interactive Award del CLIO alla 51ª cena annuale di premiazione tenutasi a New York City. Dopo il successo della campagna, Coca-Cola ha deciso di continuare con il tema "Felicità" e da allora ha pubblicato video simili.
In Italia, il guerrilla marketing è entrato nei primi anni del duemila, sospinto dalla ricerca di nuove applicazioni dei sistemi di media hoax già sperimentati, senza scopi commerciali o pubblicitari, da parte del nome collettivo Luther Blissett. Alcuni membri del Luther Blissett Project hanno dato vita a Roma a guerrigliamarketing.it, la prima organizzazione italiana che ha tentato, con successo, di applicare sistemi di marketing così audaci al business, come nel caso della bufala mediatica degli UFO (o sette sataniche) nel parcheggio sterrato di Aquafan di Riccione, estate 2001, organizzata in collaborazione con il Comune.
Anche il mondo del non profit ha fatto uso della guerriglia mediatica. Un caso vistoso è rappresentato dall'iniziativa dell'associazione ambientalista Terra!, che ha collocato maschere antigas e cartelli stradali alle 150 statue storiche di Roma, per protestare contro le emissioni di CO2 e i gas serra (l'azione è stata poi replicata a Genova e Padova).
Due casi controversi sono la campagna di SKY a supporto della serie Romanzo criminale - La serie e Street Museum a supporto del profilo tariffario TIM Tribù.
Nel primo caso (ottobre 2008) sono stati posizionati di fronte al Palazzo della Civiltà Italiana di Roma dei busti similmarmo riproducenti quattro appartenenti alla Banda della Magliana. L'operazione ha suscitato l'intervento del sindaco Gianni Alemanno, che ha definito la posa dei busti «un'operazione di cattivo gusto». Nel caso di Tim Tribù Street Museum sono state incorniciate alcune opere di StreetArt per lanciare un contest.
Un esempio di Guerrilla Marketing è l'operazione "Angeli Precari", con la quale Roma, nel dicembre 2008, è stata tappezzata di volantini riproducenti due misteriosi angeli, Angelo Precario ed Angela Precaria, i quali cercando disperatamente qualcuno da proteggere invitavano ad essere contattati su Facebook. Si trattava di un'azione di guerrilla ideata per promuovere il nuovo e-shop di un'azienda orafa. Sullo stesso stile la campagna pubblicitaria attribuita dai media ad un fantomatico "benefattore anonimo" che nell'autunno del 1993 ha tappezzato l'Italia di manifesti con foto di bambini recanti la scritta "Fozza Itaia", preludendo con ciò al nuovo partito Forza Italia che sarebbe comparso nei mesi successivi.
In un altro caso, per il lancio di una nuova marca di streetwear, la società ha sfruttato le telepromozioni di un operatore telefonico all'apertura di gare sportive per diffondere il marchio: gli attori sono vestiti con una polo e con accessori con visibile il logo della neonata casa di moda italiana.
Nel dicembre 2011 è stata fatta una campagna di guerriglia marketing utilizzando un fantomatico prodotto spray orale: Rednoze, proposto on line, per evitare il test dell'etilometro. Scopo dell'iniziativa è stato quello di sensibilizzare i consumatori di alcool sui pericoli dell'elusione e dei mancati controlli.

## Rischio strategico
A causa della natura del guerrilla marketing, il messaggio e l'obiettivo devono essere chiaramente definiti per evitare di essere fraintesi. L'errata interpretazione da parte del pubblico di destinazione del messaggio che si intende promuovere è un rischio. La pubblicità del passaparola non è sempre sufficientemente mirata per presentare il messaggio desiderato. La diffusione simile a una voce del marketing del passaparola è incontrollabile una volta pubblicata e può provocare una falsa rappresentazione del messaggio o confusione su un marchio.
Un altro rischio riguarda eventi con tempismo errato (o collocazione errata), che possono effettivamente essere percepiti come contrari agli interessi del consumatore. Ad esempio, in una promozione mal concepita che ha avuto luogo il 31 gennaio 2007, diversi circuiti magnetici, ciascuno con una figura di cartone animato a LED lampeggiante, sono stati attaccati a superfici metalliche a Boston, nel Massachusetts, per promuovere la serie animata, Aqua Teen. Hunger Force. I circuiti stampati sono stati erroneamente scambiati per ordigni esplosivi. Diverse stazioni della metropolitana, ponti e una parte della Interstate 93 è stata chiusa mentre la polizia ha esaminato, rimosso e (in alcuni casi) distrutto i dispositivi.
Alcuni guerrilla marketing possono incitare le ire delle autorità locali. Quindi i rischi vengono valutati e possono ancora essere considerati utili. Questo è stato il caso a Houston, in Texas, quando l'agenzia pubblicitaria di BMW Auto, Street Factory Media, ha attaccato una replica di un Mini- Cooper (fatto di polistirolo), su un lato di un edificio del centro nel gennaio 2013.  Per il piccolo costo di una multa emessa dalla città, la società ha ricevuto pubblicità in prima pagina sullo Houston Chronicle.
Un altro problema si presenta se i professionisti del marketing non riescono a eseguire correttamente una campagna sotto copertura. Corrono un considerevole rischio di contraccolpo. Un esempio di questo può essere trovato nella debacle online di Sony Entertainment con Zipatoni. La società ha tentato di promuovere Zipatoni attraverso una campagna di marketing invisibile, che è stata rapidamente rilevata dalla comunità di Internet, portando Sony a subire immediatamente una reazione da parte degli appassionati di videogiochi.
La street art è quindi un'attività sovversiva, che dirotta i luoghi pubblici e inventa forme di espressione piuttosto paradossali che riformulano i modi di comunicare,  che informano le pratiche di marketing di strada. Quindi il marketing in strada, dato che si ispira al lavoro di tali artisti, porta con sé vincoli e rischi legali per i quali le agenzie e gli inserzionisti generalmente non sono preparati.  Il problema principale è che, per definizione, le campagne di mobilitazione di strada richiedono l'uso dello spazio pubblico e tale uso deve essere autorizzato dalle autorità governative per essere legale. Questo vale tanto per operazioni semplici come la distribuzione di volantini quanto per la mobilitazione di prodotti o persone e, ovviamente, per una campagna mascherata.
Le autorizzazioni necessarie per realizzare una simile campagna sono spesso molto difficili da ottenere entro i tempi previsti per la realizzazione del piano. Numerose potenziali operazioni non sono riuscite ad ottenere l'autorizzazione per motivi di sicurezza, e in alcune aree urbane è addirittura espressamente vietato intraprendere una campagna di guerrilla marketing. In questi casi, molte agenzie e inserzionisti procederanno semplicemente con l'operazione, il che significa che scelgono di agire senza autorizzazione.

## Costi economici
Il guerrilla marketing è una soluzione crescente per dare alle aziende un vantaggio comparativo rispetto ad altre. Durante i periodi in cui le aziende ridimensionano e riducono i costi, le aziende guardano al guerrilla marketing come una strategia più economica rispetto al marketing convenzionale. Invece di investire denaro nel processo di marketing, i guerriglieri investono energia, tempo e creatività.  Se fatto con successo, le aziende saranno in grado di raggiungere obiettivi convenzionali di profitti e crescita con un budget di marketing inferiore. Uno di questi esempi è il Blair Witch Project. Un gruppo di studenti di cinema ha filmato un film horror amatoriale. Istituendo una campagna Internet dedicata alla diffusione di voci sulla fittizia "Blair Witch", ha creato molto interesse per il film. Con un budget di $ 50.000, il film ha incassato $ 250 milioni in tutto il mondo.
Secondo Jay Levinson, il guerrilla marketing enfatizza fortemente il follow-up del cliente piuttosto che ignorare i clienti dopo il loro acquisto. Concentrarsi sul follow-up del cliente è una strategia più economica perché il costo della vendita a un nuovo cliente è sei volte superiore rispetto alla vendita a un cliente esistente. Durante un'economia difficile, è importante concentrarsi sulla costruzione di relazioni piuttosto che sulle vendite e puntare sugli individui invece che sui gruppi. Ciò promuove più vendite, referral e maggiori dimensioni di acquisto. L'uso del telefono come strumento di follow-up è utile per migliorare le relazioni con i clienti. La posta elettronica è anche un altro strumento poco costoso per mantenere le relazioni. Le e-mail possono essere utilizzate per indirizzare le persone al sito Web dell'azienda. Il sito può quindi essere utilizzato per fornire informazioni e per anticipare le vendite.
L'onestà è un attributo importante quando si fa marketing ai clienti. Quando le aziende dimostrano di essere pienamente consapevoli della situazione economica e del motivo per cui hanno stabilito un prezzo adeguato per i loro prodotti, si guadagna il rispetto del cliente. Spiegare ai clienti la situazione attuale, i rischi e le misure che l'azienda sta intraprendendo darà loro garanzie e manterrà anche la loro fiducia. Un esempio è l'ente per il turismo di Las Vegas. Durante la recessione del 2008, Las Vegas è stata una delle città più colpite. Hanno pubblicato una campagna pubblicitaria che mostrava alle persone che erano pienamente consapevoli della recessione, ma, in modo drammatico, mostravano "che le persone normali vengono qui e si divertono un mondo". Ciò ha suscitato molto interesse che ha portato ad un aumento del turismo a Las Vegas durante la recessione.